# Images and Words: Live in Tokyo

Images and Words: Live In Tokyo는 미국 프로그레시브 메탈밴드 드림 시어터의 첫 번째 비디오 앨범이다. 대부분은 1993년 8월 26일 일본 도쿄 나가노 선 플라자에서 열린 공연을 담고 있다. 그 외에 'Pull Me Under', 'Take The Time',
Another Day'의 뮤직비디오와 인터뷰, 메이킹필름 영상 등이 담겨있다.

## 곡 목록
1. "Intro"
2. "Under A Glass Moon"
3. "The Making of Images and Words"
4. "Pull Me Under" (뮤직비디오)
5. "Take The Time" (뮤직비디오)
6. "Kimonos & Condoms"
7. "Wait For Sleep"
8. "Surrounded"
9. "Ytse Jam/Drum Solo"
10. "Another Day" (뮤직비디오)
11. "To Live Forever"
12. "A Fortune In Lies"
13. "Abbey Road"
14. "Puppies on Acid/Take the Time"
15. "On the Road '93"
16. "Pull Me Under"

## 기타
- 2004년, Live in Tokyo 앨범이 Images and Words: Live in Tokyo / 5 Years In A LIVEtime 합본 앨범의 Disc 1에 포함되어 DVD로 재발매되었다. 멤버들의 맨트가 추가되었다.
- 마이크 포트노이의 드럼 솔로 중간 부분에는 판테라의 'By Demons Be Drive'이 포함되어 있다.